# Orchidea Smid
Orchidea Smid is een personage uit de Harry Potterboekenreeks van de Britse schrijfster J.K. Rowling.
Harry Potter ziet Orchidea Smid in de Hersenpan van Professor Perkamentus wanneer die hem bijles geeft in Harry's zesde schooljaar. Orchidea Smid wordt beschreven als een steenrijke oude heks van goede afkomst, die antiek en curiosa verzamelde. Ze woont waarschijnlijk in Londen.
In de herinnering van Perkamentus droeg de rijke dame jurken en mantels van roze stof. Ze wordt, zittend in haar leunstoel (die eruitziet als een troon) omschreven als een "gesmolten glacékoek". Ze draagt een eveneens roze, enorme pruik en poedert haar wangen tot opvallend roze blosjes. Ze is erg dik.
In Harry's zesde jaar gaat hij, samen met Perkamentus, op zoek naar de Gruzielementen van Heer Voldemort. Tijdens een van de "bijlessen" van Perkamentus duiken Harry en Perkamentus samen in de Hersenpan om een oude herinnering van Orchidea Smid te bekijken. Een van deze herinneringen gaat over een bezoek dat Marten Vilijn haar bracht. Vilijn was net van school af en werkte bij Odius & Oorlof, een winkel aan de Verdonkeremaansteeg in Londen. Vilijn probeerde Smid enkele van haar antiquiteiten afhandig te maken. Deze objecten waren eigendom geweest van Zalazar Zwadderich en Helga Huffelpuf en oefenden hierdoor een bijzondere aantrekkingskracht uit op Vilijn. Smid, apetrots op haar bezittingen, wenste niet te verkopen maar toonde haar bezittingen vol trots aan Vilijn.
Slechts enkele dagen later werd Smid dood gevonden. Het ministerie gelooft dat ze is vergiftigd door haar eigen huis-elf. In werkelijkheid is ze met behulp van de 'Avada Kedavra' vermoord door Voldemort en hij nam de objecten van Zwadderich en Huffelpuf mee. Perkamentus nam aan dat ze door Vilijn in gebruik waren genomen als Gruzielementen. Dit lijkt te kloppen, het medaillon moet later in de grot aan de kust geplaatst zijn.